# 小雅羅斯拉韋茨戰役
小雅羅斯拉韋茨戰役發生於1812年10月24日，是拿破崙征俄中的一場戰役，庫圖佐夫的軍隊雖然戰敗，但迫使拿破崙選擇一條更挑戰性的撤退路線。

## 書目
- Riehn, Richard K. . 1990  [12 March 2021].
- Bodart, Gaston. . 1916  [12 March 2021].